# Francisco Madero Hernández

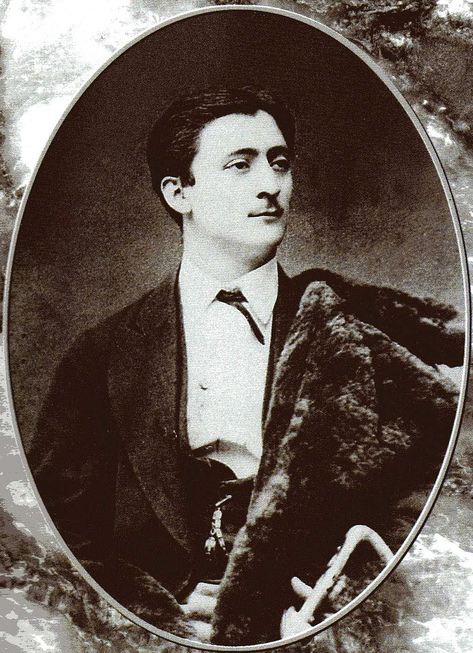
Francisco Madero Hernández retratado en Amberes, Bélgica, a la edad de 18 años (1867)

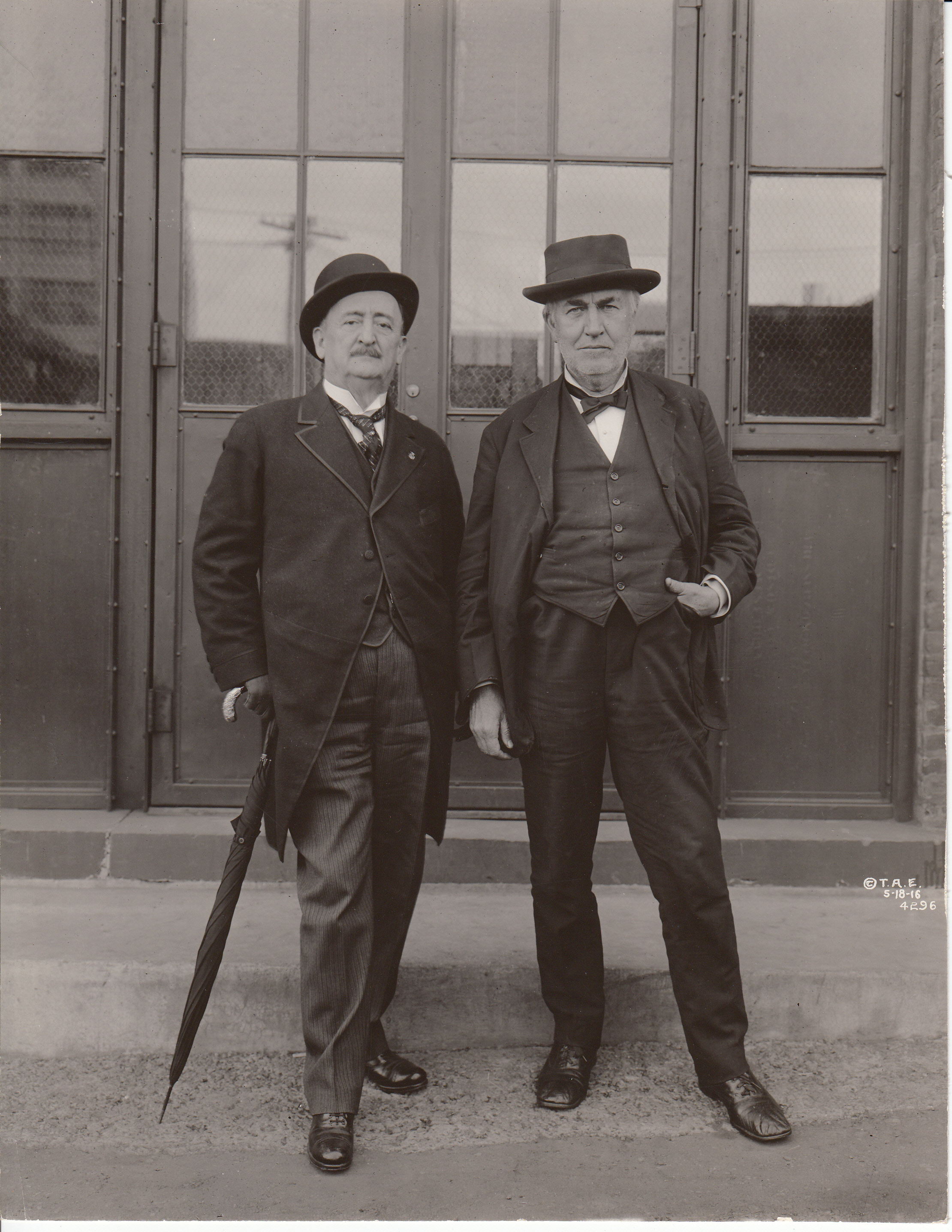
Francisco Madero Hernández y Thomas Edison

Francisco Madero Hernández (11 de marzo de 1849, Río Grande, Coahuila, México - 3 de septiembre de 1916, Nueva York, Estados Unidos), fue un prominente empresario agrícola, minero, textil y financiero mexicano, padre de los revolucionarios Francisco I. Madero (presidente de México), Gustavo A. Madero, Raúl Madero, Emilio Madero y Julio Madero. 

## Origen
Nació en San Juan Bautista del Río Grande, estado de Coahuila, siendo el mayor de los hijos del coronel Evaristo Madero Elizondo, gobernador del estado de Coahuila, y de su primera esposa Rafaela Hernández Lombraña (media-hermana de Antonio V. Hernández Benavides, fundador del Banco Central Mexicano). Sus abuelos paternos fueron José Francisco Madero Gaxiola (sobrino de José Isidro Madero, gobernador de Chihuahua), y Victoriana Elizondo García (sobrina del coronel realista Ignacio Elizondo, comandante de la Octava Compañía de Dragones Provinciales de Lampazos). Sus abuelos maternos fueron el capitán Marcos Hernández Montalvo, jefe político del partido de Río Grande (bisnieto del capitán José Hernández de Montemayor, comandante del presidio de San Juan Bautista del Río Grande), y su primera esposa María Antonia Lombraña de León. Su medio-hermano (del segundo matrimonio de su padre) fue Ernesto Madero Farías, secretario de Hacienda de México. 

## Trayectoria

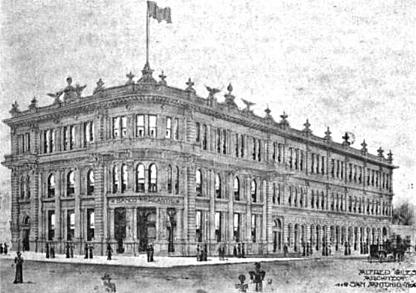
Sede del Banco Mercantil de Monterrey en 1900

Siendo el mayor de los dieciocho hijos de su padre (siete del primer matrimonio y once del segundo), Francisco recibió una educación esmerada, realizando estudios en Houston y más tarde en el Instituto de Comercio de la ciudad de Amberes (Bélgica).
A su regreso a México, administró con gran acierto la hacienda vitivinícola de San Lorenzo (adquirida por su padre algunos años antes), consiguiendo la electrificación de la ciudad de Parras gracias a su amistad y colaboración con Thomas Edison, del que fue importante mecenas y colaborador.

Desarrolló con gran éxito las empresas fundadas por su padre (ej. Madero y Cía, fundada en 1865), aliándose con diferentes empresarios del norte de México en el establecimiento de importantes empresas de producción agrícola, minería, banca, industria textil, entre otras. 

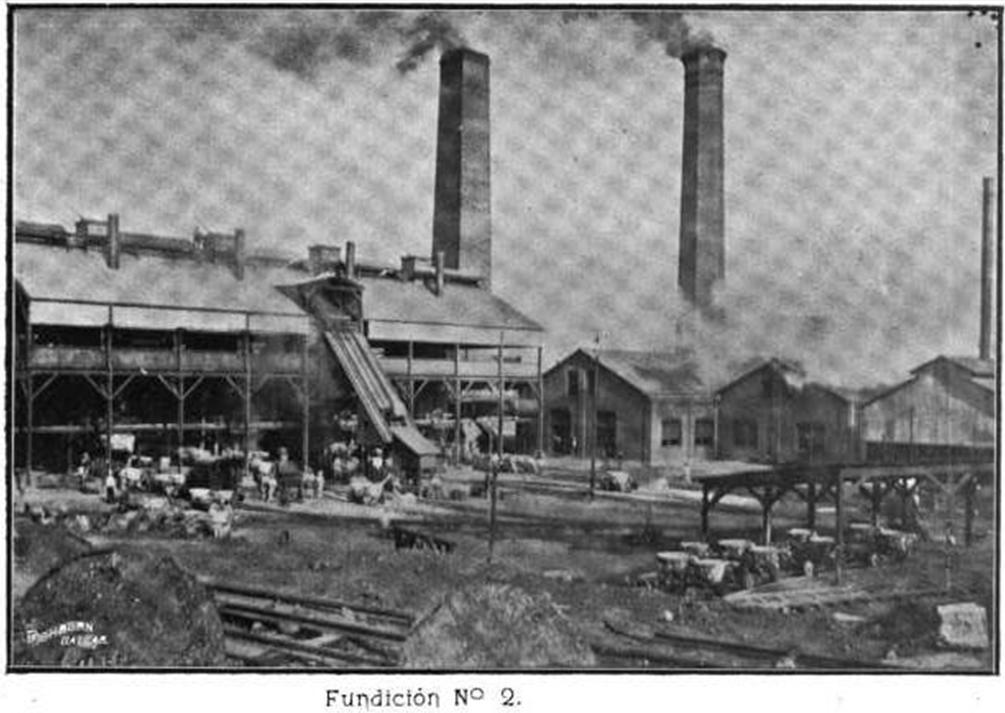
Fundición 2ª de la Compañía Fundidora de Fierro y Acero de Monterrey en 1902

En 1890 conforma la Compañía Fundidora y Afinadora de Monterrey junto a sus hermanos Evaristo Madero Hernández y Ernesto Madero Farías.
En 1887 conformó la compañía Madero y Hernández Sociedad Agrícola, junto a su tío Antonio V. Hernández.
En 1891, fue uno de los accionistas que conformaron la Compañía Minera San Nicolás, asociándose con el general Jerónimo Treviño, Manuel Romero Rubio, Viviano L. Villarreal, Antonio V. Hernández, Eduardo Zambrano, Evaristo Madero, Andrés Farías, entre otros.
En 1892 fue miembro del primero consejo de administración del Banco Mercantil de Monterrey, junto a Enrique C. Creel, José A. Muguerza, Antonio V. Hernández, Francisco G. Sada, Valentín Rivero Gajá, Tomás Mendirichaga, Lorenzo González Treviño, Vicente Ferrara, entre otros.

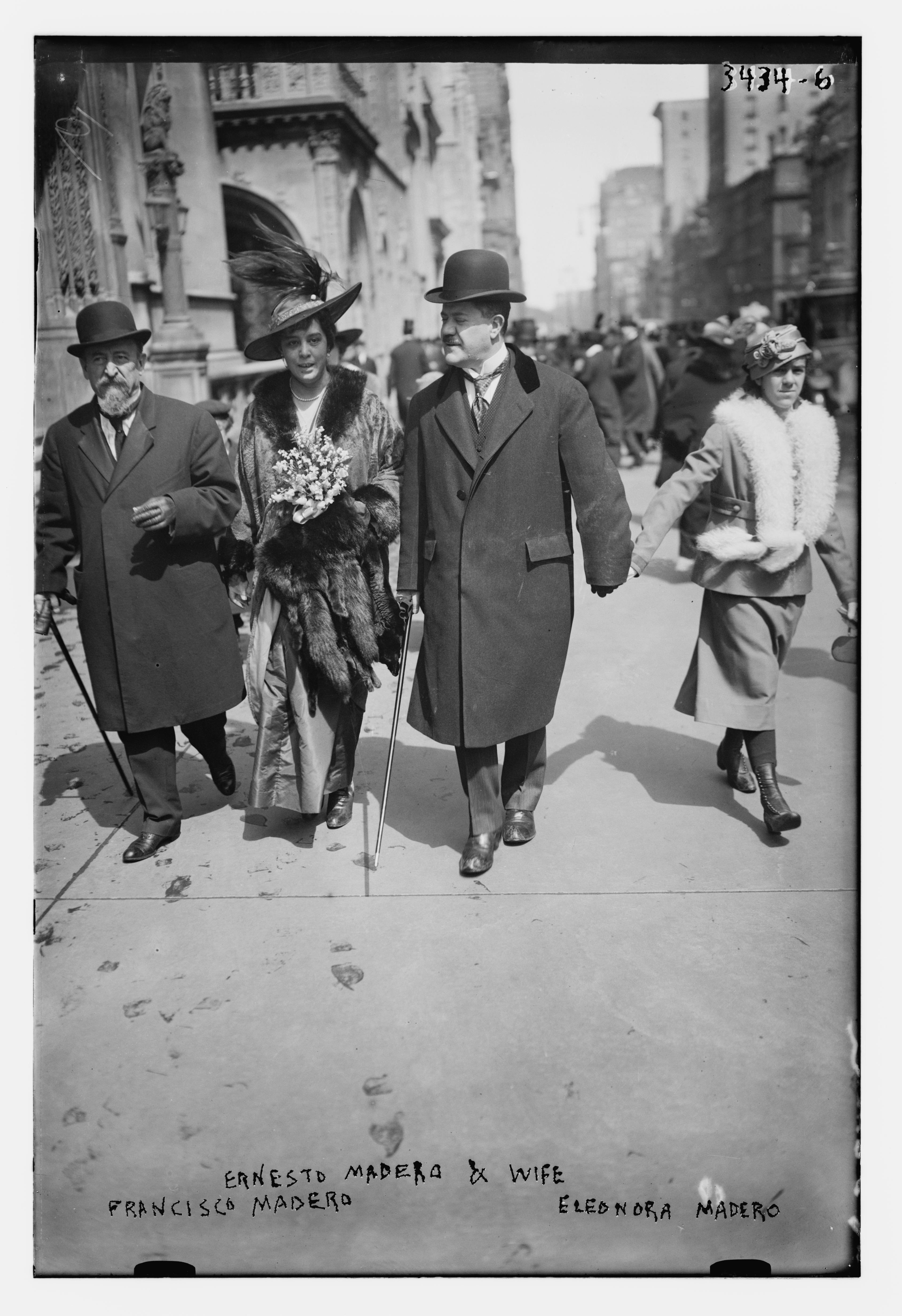
Francisco Madero Hernández, Ernesto Madero Farías, secretario de Hacienda, Leonor Olivares de Madero y Leonor Madero Olivares.

En 1900 figuró entre los accionistas de la Compañía Fundidora de Fierro y Acero de Monterrey, junto a Vicente Ferrara, Eugenio Kelly, Viviano L. Villarreal, Melchor Villarreal, su hermano Ernesto Madero Farías, José A. Muguerza, Francisco G. Sada, Tomás Mendirichaga, Eduardo Zambrano, entre otros.
En 1904 conformó la Compañía de Tierras de Sonora, junto a sus hermanos Evaristo Madero Hernández, Ernesto Madero Farías, Guillermo Olivares, Balbina Tapia de Olivares, y otros.
Tras el asesinato de sus hijos Francisco I. Madero y Gustavo A. Madero en la Decena Trágica, salió al exilio, muriendo en Nueva York el 3 de septiembre de 1916. 

## Matrimonio e hijos
Se casó el 28 de enero de 1873, en Parras, Coahuila, con Mercedes González Treviño (1853, Monterrey - 1929, Parras), hermana de Lorenzo González Treviño, uno de los fundadores del Banco Mercantil de Monterrey, hija de Francisco González Prieto y de María del Pilar Treviño y de la Garza. Fueron padres de:
- Francisco Ignacio Madero González (1873-1913), presidente de México. Casado con Sara Pérez Romero (sin descendencia).
- Gustavo Adolfo Madero González (1875-1914), diputado al Congreso de México. Casado con su prima Carolina Villarreal Madero (con descendencia).
- Mercedes Madero González (1876-1956). Casada con Antonio Canalizo Valdés (con descendencia).
- Magdalena Madero González (1877-1948). Casada con su tío José Madero Farías (con descendencia).
- Alfonso Madero González (1879-1959). Casado con Sara Zambrano Gutiérrez (con descendencia).

Francisco Madero Hernández junto a sus hijos Gustavo Adolfo, Gabriel y Evaristo Madero González en 1911

- Francisco Madero Hernández junto a sus hijos Gustavo Adolfo, Gabriel y Evaristo Madero González en 1911Emilio Alberto Madero González (1880-1962), general de división. Casado con Mercedes Belden Gutiérrez (con descendencia).
- Rafaela Madero González (1881-1958). Casada con Antonio Zirión González-Saravia (con descendencia).
- Raúl Madero González (1883-1887). Muerto en la infancia.
- Gabriel Madero González (1885-1947). Casado con Encarnación Ramos Sauri (con descendencia).
- Ángela Madero González (1887-1954). Casada con José Treviño García (con descendencia).
- Julio Madero González (1886-1946), embajador de México al Reino de Suecia. Casado con Carmen García Peralta (con descendencia).
- Raúl Miguel Madero González (1888-1982), general de división, gobernador de Nuevo León y Coahuila. Casado con su prima Dora González Sada (con descendencia).
- Evaristo Madero González (1890-1964). Casado con Susana Porraz Abadie (con descendencia).
- María Luisa Madero González (1891-1891). Muerta en la infancia.
- Ramiro Madero González (1893-1893). Muerto en la infancia.
- Carlos Benjamín Madero González (1895-1979). Casado con Alida Mathilde Brogniez Grymonprez (con descendencia).